# Knickarp
Knickarp är en bebyggelse längs med länsväg M 740 vid gränsen mellan Ystad och Sjöbo kommuner. Från 2015 avgränsar SCB här en småort.